# Sétif
Sétif (arabsky سطيف‎, kabylsky Sṭif) je město v Alžírsku. Nachází se 270 km východně od Alžíru na náhorní plošině v nadmořské výšce 1100 m. Je správním centrem stejnojmenné provincie a žije v něm přibližně 288 tisíc obyvatel.

## Historie
Původními obyvateli byli Numidové, v jejichž jazyce zdif znamená „černozem“. Pod římskou nadvládou se město jmenovalo Setifis a bylo hlavním městem provincie Mauretania Sitifensis. V 5. století se stalo sídlem diecéze. Islám zde převládl koncem 7. století.
Sétif je známý jako dějiště krvavých srážek mezi Araby a francouzskými kolonisty v květnu 1945, které byly předehrou alžírské války.

## Ekonomika
Město má středozemní podnebí a je střediskem obilnářské oblasti. Pro svoji polohu je významným obchodním a dopravním uzlem, z průmyslu převládá textilní, potravinářství a výroba stavebních hmot. V roce 1978 byla založena univerzita. Díky množství antických památek se rozvíjí turistický ruch. K atrakcím patří také fontána, kterou vytvořil v roce 1898 francouzský sochař Francis de Saint-Vidal a která se kvůli vyobrazení nahé ženy stala terčem útoků ze strany fundamentalistů.

## Sport
Hlavním sportovním zařízením je Stadion 8. května, kde sídlí fotbalový klub ES Sétif, vítěz Ligy mistrů CAF v letech 1988 a 2014.